# Felix Hauptmann (Jurist)
Karl Joseph Ferdinand Felix Hauptmann (* 8. Februar 1856 in Bonn; † 24. Oktober 1934 in Remagen) war ein deutscher Jurist, Heimatforscher und Heraldiker.

## Leben und Wirken
Hauptmann war ein Sohn des Verlegers und Zentrums-Politikers Peter Hauptmann (1825–1895) und ein Bruder des Verlegers und Schriftstellers Carl Hauptmann. Er besuchte das Jesuitengymnasium in Bonn und schließlich das Gymnasium in Vechta. Es folgte ein Studium der Rechtswissenschaften an den Universitäten Bonn, Leipzig und Straßburg. In Göttingen wurde er zum Dr. jur. promoviert. Hauptmann war nach seiner Habilitation im Jahre 1894 Professor für Rechtswissenschaften an den Universitäten Freiburg in der Schweiz (ab 1896) und Bonn; 1931/32 nahm er auch das Rektorat der Universität Freiburg wahr. In vielen seiner Schriften beschäftigte er sich mit den juristischen Gebiet des Wappenwesens. Sein Standpunkt über die Ansicht, dass das Wappenwesen seit Beginn bereits juristisch geregelt war, stieß in Fachkreisen auf Kritik. Zudem befasste er sich in einigen Veröffentlichungen mit der Bonner Heimatgeschichte und engagierte sich politisch für den Katholizismus; nach dem Ersten Weltkrieg setzte er sich zudem für die Rheinische Republik ein.
Hauptmann war von 1891 bis 1896 Stadtverordneter in Bonn und als Abgeordneter des Wahlkreises Köln 3 (Stadt- und Landkreis Bonn – Landkreis Rheinbach) von 1895 bis 1918 Mitglied des Preußischen Abgeordnetenhauses für das Zentrum.
Er war Mitglied der katholischen Studentenverbindungen KStV Arminia Bonn, KStV Teutonia Leipzig und KStV Frankonia Straßburg.
Hauptmann starb auf einer berufsbedingten Reise in die Schweiz in Remagen an einem Schlaganfall. Beigesetzt wurde er auf dem Alten Friedhof Bonn.

## Werke
- Das Wappenrecht der Bürgerlichen. Bonn 1882.[4]
- Zwei adelige Höfe in Oberdrees. Hauptmann, Bonn 1896. (Digitalisat)
- Wappenkunde. München, Berlin 1914.[4]
- Das Wappenrecht: Historische und dogmatische Darstellung der im Wappenwesen geltenden Rechtssätze; ein Beitrag zum deutschen Privatrecht. Bonn 1896. (online)
- Allerlei aus alten Tagen. Hauptmann, Bonn 1897. (Digitalisat)
- Bonn. Seine Geschichte, seine Sehenswürdigkeiten und seine Umgebung. Hauptmann, Bonn 1900.[1]
- Die Geschichte der Familie Wessel. Hauptmann, Bonn 1901. (Digitalisat)

## Herausgeberschaften
- Bonner Archiv. Bonn 1889–1893 (1889–1892 Hauptmann, 1893 Hanstein).[1]
- Rheinische Geschichtsblätter: Zeitschrift für Geschichte, Sprache und Altertümer des Mittel- und Niederrheins. Hanstein, Bonn 1894–1914.[1]